# Kobi Farhi
Kobi Farhi (in ebraico: קובי פרחי; Giaffa, 8 settembre 1975) è un cantante israeliano.

## Biografia

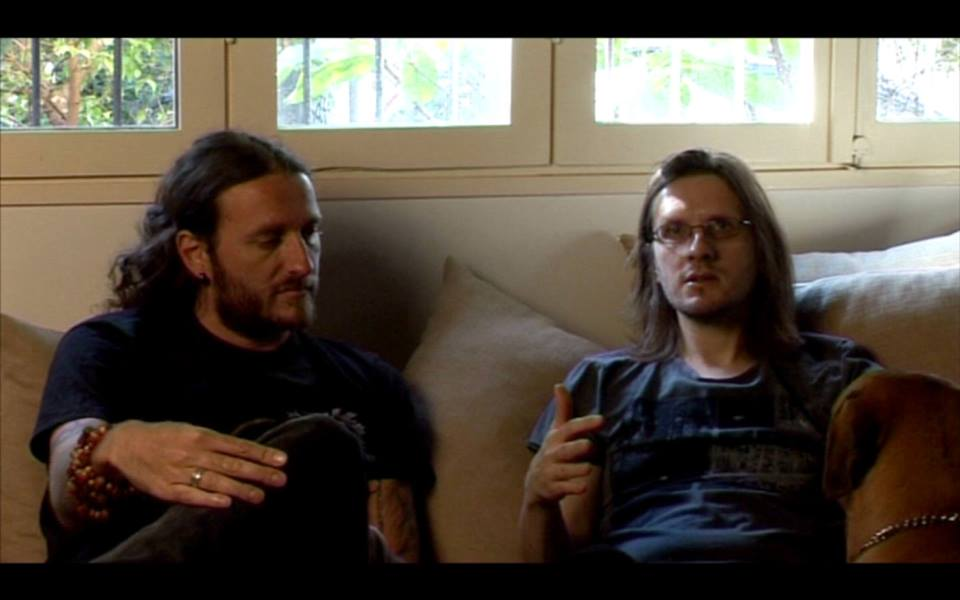
Kobi Farhi e Steven Wilson in un'intervista del 2011

Il padre è un ebreo sefardita che nel 1940 è fuggito dalla Spagna, poi in Grecia, Bulgaria e alla fine è arrivato nell'odierno Israele.
Kobi è nato nell'antica città di Giaffa, nel 1991 fonda il gruppo dei Resurrection che l'anno dopo cambia nome in Orphaned Land che fonde elementi death metal con il folk metal.
In seguito Farhi ha fondato l'etichetta discografica MDMA che distribuisce gruppi metal e di musica elettronica in Israele. Nel 2001 ha lasciato l'etichetta e ha suonato per la prima volta all'estero in Turchia. Da allora la band ha suonato in più di 45 Paesi in tutto il mondo, guadagnandosi il titolo di "Pionieri dell'Oriental metal". Oggi Farhi è considerato uno dei più amati artisti israeliani nei Paesi arabi.
Farhi ha ricevuto tre premi onorari per la pace. Dall'Università del commercio di Istanbul, dal sindaco del distretto di Çankaya vicino ad Ankara, in Turchia, e dal consigliere ufficiale del governo turco, dopo un concerto della band nel Paese, che ha donato tutti gli introiti alle persone colpite dal terremoto di Van del 2011. Nel 2014, Farhi ha vinto il "Global Metal Award" con gli Orphaned Land, assegnato dalla rivista Metal Hammer Magazine ai Golden Gods awards.
Collabora come editore musicale con l'etichetta discografica Century Media Records e ha collaborato con Steven Wilson, Erkin Koray, Steve Hackett, Mira Awad e Yehuda Poliker e al progetto musicale Rise Up (Colors of Peace).
Il 2 giugno 2018 ha suonato con gli Orphaned Land per la prima volta in America a Porto Rico nella capitale San Juan.